# ماريو أنشيك

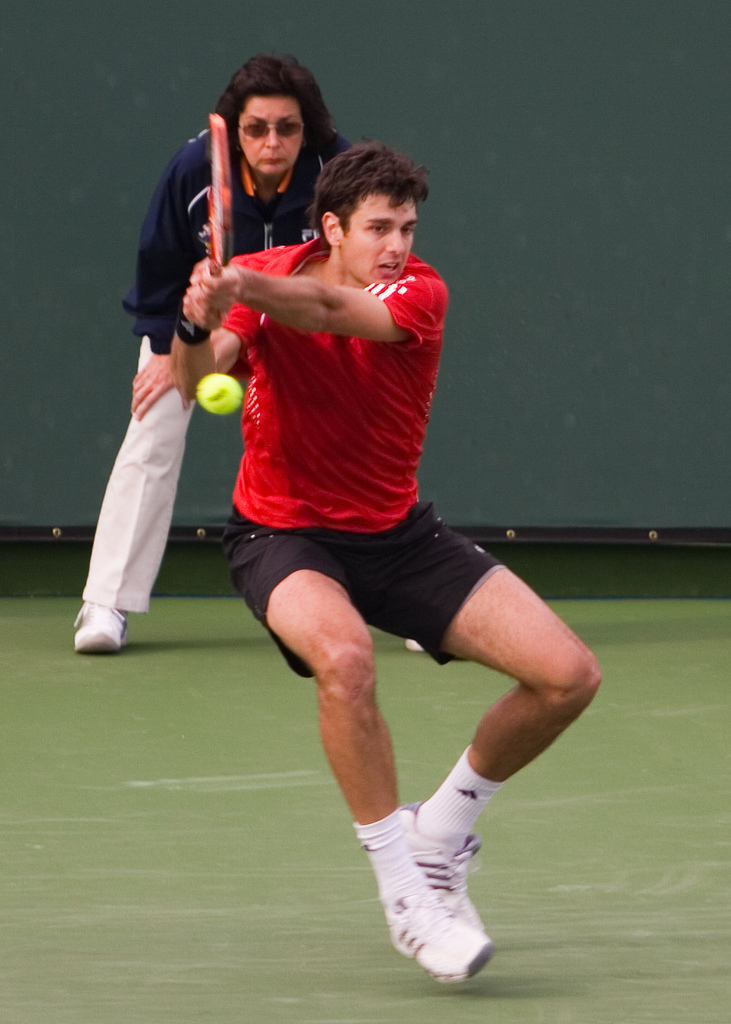
ماريو أنشيك

ماريو أنشيك (بالكرواتية: Mario Ančić) (30 مارس 1984 في سبليت) هو لاعب كرة مضرب كرواتي. يعيش في الوقت الحالي في مونتي كارلو.

## روابط إضافية
- ماريو أنشيك على موقع رابطة محترفي التنس (الإنجليزية)
- ماريو أنشيك على موقع الاتحاد الدولي لكرة المضرب (الإنجليزية)
- ماريو أنشيك على موقع كأس ديفيز (الإنجليزية)
- ماريو أنشيك على موقع خلاصة التنس.كوم (الإنجليزية)
- ماريو أنشيك على موقع أوليمبيديا (الإنجليزية)
- Ančić recent match results
- Ančić world ranking history
- Ančić´s fansite نسخة محفوظة 14 يوليو 2008 على موقع واي باك مشين.